# Isola di Fondra
Isola di Fondra é uma comuna italiana da região da Lombardia, província de Bérgamo, com cerca de 184 habitantes. Estende-se por uma área de 13 km², tendo uma densidade populacional de 14 hab/km². Faz fronteira com Branzi, Moio de' Calvi, Piazzatorre, Roncobello.

## Demografia
| Variação demográfica do município entre 1861 e 2011                               |
|                                                                                   |
| Fonte: Istituto Nazionale di Statistica (ISTAT) - Elaboração gráfica da Wikipedia |